# Copa Mustang 1994
La Copa Mustang 1994 fu la quarantasettesima edizione del campionato colombiano di calcio; fu strutturato in due fasi, Apertura e Reclasificación, che davano l'accesso al girone finale da quattro squadre. Il campionato fu vinto dall'Atlético Nacional per la sesta volta nella sua storia.

## Formula
Il torneo di Apertura si svolse in sedici giornate. Il torneo Finalización, invece, era un girone all'italiana che prevedeva trenta partite, fino a raggiungere un totale di quarantasei incontri tra le due fasi del campionato. Successivamente le otto migliori classificate si disputavano l'accesso al quadrangolare finale in due gironi da quattro squadre. Ancora una volta erano previsti punti bonus, così distribuiti: un punto bonus per il primo posto, 0,75 per il secondo, 0,50 per il terzo e 0,25 per il quarto.

## Torneo Reclasificación
| Pos | Squadra                | P  | G  | V  | N  | S  | GF | GS | DR  |
| --- | ---------------------- | -- | -- | -- | -- | -- | -- | -- | --- |
| 1.  | Atlético Nacional      | 59 | 46 | 22 | 15 | 9  | 65 | 42 | 23  |
| 2.  | Millonarios            | 54 | 46 | 22 | 10 | 14 | 83 | 58 | 25  |
| 3.  | Independiente Medellín | 51 | 46 | 18 | 15 | 13 | 62 | 56 | 6   |
| 4.  | Once Caldas            | 51 | 46 | 14 | 23 | 9  | 67 | 58 | 9   |
| 5.  | Junior                 | 50 | 46 | 17 | 16 | 13 | 67 | 58 | 9   |
| 6.  | Deportivo Cali         | 49 | 46 | 18 | 13 | 15 | 69 | 65 | 4   |
| 7.  | América de Cali        | 48 | 46 | 17 | 14 | 15 | 70 | 54 | 16  |
| 8.  | Envigado F. C.         | 48 | 46 | 16 | 16 | 14 | 54 | 63 | -9  |
| 9.  | Cúcuta Deportivo       | 45 | 46 | 11 | 23 | 12 | 55 | 51 | 4   |
| 10. | Atlético Huila         | 44 | 46 | 15 | 14 | 17 | 63 | 69 | -6  |
| 11. | Unión Magdalena        | 42 | 46 | 14 | 14 | 18 | 47 | 61 | -14 |
| 12. | Deportes Quindío       | 41 | 46 | 13 | 15 | 18 | 63 | 76 | -13 |
| 13. | Deportivo Pereira      | 39 | 46 | 13 | 13 | 20 | 59 | 68 | -9  |
| 14. | Santa Fe               | 39 | 46 | 13 | 13 | 20 | 53 | 67 | -14 |
| 15. | Cortuluá               | 38 | 46 | 10 | 18 | 18 | 52 | 68 | -16 |
| 16. | Atlético Bucaramanga   | 38 | 46 | 10 | 18 | 18 | 52 | 69 | -17 |

## Cuadrangulares semifinales

### Gruppo A
| Pos | Squadra                | Bonus | P    | G | V | N | S | GF | GS | DR |
| --- | ---------------------- | ----- | ---- | - | - | - | - | -- | -- | -- |
| 1.  | Atlético Nacional      | 2     | 10   | 6 | 3 | 2 | 1 | 10 | 5  | 5  |
| 2.  | Independiente Medellín | 0,50  | 7,50 | 6 | 2 | 3 | 1 | 5  | 3  | 2  |
| 3.  | Envigado F. C.         | 0,25  | 5,25 | 6 | 1 | 3 | 2 | 5  | 10 | -5 |
| 4.  | Deportivo Cali         | 0     | 4    | 6 | 0 | 4 | 2 | 5  | 7  | -2 |

### Gruppo B
| Pos | Squadra         | Bonus | P     | G | V | N | S | GF | GS | DR |
| --- | --------------- | ----- | ----- | - | - | - | - | -- | -- | -- |
| 1.  | América de Cali | 0,50  | 10,50 | 6 | 5 | 0 | 1 | 9  | 5  | 4  |
| 2.  | Millonarios     | 1,50  | 7,50  | 6 | 3 | 0 | 3 | 13 | 8  | 5  |
| 3.  | Junior          | 0,25  | 5,25  | 6 | 2 | 1 | 3 | 5  | 7  | -2 |
| 4.  | Once Caldas     | 0     | 3     | 6 | 1 | 1 | 4 | 5  | 3  | 2  |

## Cuadrangular Final
| Pos | Squadra                | P    | G    | V | N | S | GF | GS | DR |    |
| --- | ---------------------- | ---- | ---- | - | - | - | -- | -- | -- | -- |
| 1.  | Atlético Nacional      | 2    | 9    | 6 | 3 | 1 | 2  | 7  | 7  | 0  |
| 2.  | Millonarios            | 1,50 | 7,50 | 6 | 3 | 1 | 2  | 9  | 7  | 2  |
| 3.  | América de Cali        | 0    | 7    | 6 | 3 | 1 | 2  | 6  | 5  | 1  |
| 4.  | Independiente Medellín | 0,25 | 3,25 | 6 | 0 | 3 | 3  | 3  | 6  | -3 |

## Verdetti
- Atlético Nacional campione di Colombia
- Atlético Nacional e Millonarios qualificate alla Coppa Libertadores 1995.
- Atlético Bucaramanga retrocesso in Categoría Primera B.

## Classifica marcatori
| Nome                  | Squadra                                                  | Gol |
| --------------------- | -------------------------------------------------------- | --- |
| Rubén Darío Hernández | Independiente Medellín Deportivo Pereira América de Cali | 32  |
| Alex Comas            | Deportes Quindío Atlético Nacional                       | 31  |
| Carlos Rendón         | Millonarios                                              | 25  |
| Jorge Ramoa           | Atlético Bucaramanga                                     | 20  |
| Arnoldo Iguarán       | Millonarios                                              | 20  |
| Antony de Ávila       | América de Cali                                          | 18  |